# Stadion Pricviće
Stadion Pricviće – wielofunkcyjny stadion znajdujący się w mieście Žrnovnica, w Chorwacji. Na tym stadionie swoje mecze rozgrywa drużyna piłkarska Mosor Žrnovnica. Stadion może pomieścić 3 000 widzów.